# Felsőegerszeg
Felsőegerszeg je vas na Madžarskem, ki upravno spada pod podregijo Sásdi Županije Baranja.